# Методика розвитку критичного мислення
Методика розвитку критичного мислення - організація навчального процесу згідно з положеннями теорії розвитку критичного мислення (С. О. Терно): 

1) цілі навчання формулюються шляхом створення проблемних ситуацій;

2) використовується засіб навчання (дидактичні матеріали), що ознайомлюють учнів з принципами, стратегіями та процедурами критичного мислення; 

3) зміст навчання подається у вигляді проблемних задач; 

4) використовуються проблемні методи навчання, що створюють ситуації вибору; 

5) проводяться інтерактивні заняття, що передбачають діалог у процесі розв’язування проблемних задач; 

6) застосовується метод контролю, який забезпечує письмове викладення розв’язків із подальшою рефлексією; 

7) викладання здійснюється у демократичному стилі, який надає учням право на помилку та моделює ситуації виправлення помилок.

## Положення методики розвитку критичного мислення школярів заС.О. Терно
– Основною структурною одиницею навчання виступає тема програми, а не теми окремих уроків.
– Вивчення кожної нової теми починається зі стадії "виклику" (мотивації), яка передбачає формулювання проблемної задачі контроверсійного характеру. Вчитель має можливість, враховуючи умови навчання у своєму класі, обрати одну або дві-три проблемні задачі як магістральну мету вивчення теми.
– Вивчення теми протягом кількох уроків підпорядковується магістральній меті теми, тобто проблемним задачам.
– Під час вивчення теми вчитель самостійно обирає різноманітні методичні прийоми навчання: дискусії, ділові ігри, імітаційні ігри тощо. Опанування темою постійно спрямовується на вихідні проблемні задачі, що були сформульовані на стадії "виклику". Результати роботи оформлюються за допомогою різних допоміжних засобів (графічні організатори інформації, виписки, порівняльні таблиці, таблиці "Плюс-мінус-цікаво" тощо).
– Тематичне оцінювання здійснюється шляхом обов'язкового написання есе-відповіді на проблемні задачі, тобто під час класної або домашньої роботи учні мають дати відповідь на проблемні запитання, що були сформульовані на стадії "виклику". При цьому вони можуть користуватися будь-якими джерелами інформації, оскільки головним критерієм оцінювання виступає уміння знаходити, використовувати та інтерпретувати інформацію, а не запам'ятовувати фактологічні подробиці. Разом із тим тематичне оцінювання може передбачати попередні етапи перевірки обізнаності учнів із основною фактологічною інформацією. Есе оцінюється відповідно до встановлених критеріїв із урахуванням уміння використовувати принципи, стратегії та процедури критичного мислення.
– Мотивування оцінок за есе неодмінно має супроводжуватися аналізом та самоаналізом виконаної роботи: які були допущені помилки, які правила логіки та принципи пізнання були проігноровані тощо. Аналіз завершується порадами на перспективу: що слід враховувати у майбутньому, які підходи слід використовувати у розв'язанні наступних задач. Аналіз помилок слід виконувати у доброзичливій формі, не обов'язково персонально. У виборі форми підбиття підсумків вчитель керується педагогічною доцільністю, враховуючи індивідуальні особливості та характеристики класу як соціальної групи.

## Стадії навчання за методикою розвитку критичного мислення
Методика розвитку критичного мислення заснована на творчому співробітництві учня і вчителя, на розвитку в учнів аналітичного й творчого підходів до будь-якого матеріалу.

Методика орієнтується не на запам'ятовування фактологічного матеріалу, а на постановку проблеми і пошук її розв'язку. Навчання здійснюється у три стадії: 

1) виклик; 

2) осмислення; 

3) рефлексія.

Перша стадія – актуалізує наявні знання учнів, збуджує інтерес до теми; саме під час цієї стадії формулюється проблема та визначаються цілі вивчення матеріалу. Для цього слід використовувати різноманітні прийоми: мозковий штурм, висунення різних версій відносно досліджуваного матеріалу тощо. На основі наявних знань учні можуть будувати свої прогнози, визначати цілі пізнавальної діяльності на уроці. Педагогічний результат етапу полягає у підвищенні мотиваційної, інформаційної і комунікаційної складової особистості учня.

Друга стадія полягає в осмисленні нового матеріалу - це стадія реалізації змісту. Метою етапу виступає розвиток творчого критичного мислення; навичок самостійної роботи; пошукової та продуктивної евристичної діяльності. Відбувається основна змістовна робота учня з текстом, причому поняття "текст" варто розуміти досить широко: це може бути будь-яке джерело, а також розповідь вчителя, відеоматеріали тощо. У процесі роботи учня з новою інформацією вчителю слід використовувати наступні прийоми: читання тексту з зупинками, маркірування тексту символами, складання таблиць, графічні організатори інформації тощо.

Третя стадія – міркування або рефлексії. Мета етапу – персоналізувати знання; забезпечити міцність, глибину знань; усвідомити, осмислити актуальне знання та способи пізнавальної діяльності. Під час цієї стадії учень повинен осмислити вивчений матеріал і сформулювати свою особисту думку, ставлення до досліджуваного матеріалу. Методичними прийомами виступають написання есе, проведення дискусії, складання схем тощо. Результат цього етапу полягає в усвідомленні способів набуття та обробки інформації, корекції своїх установок, дій, розмірковувань.

Таким чином, під час навчання за методикою розвитку критичного мислення учні повинні пройти через три стадії в опануванні матеріалом, оскільки кожна з них відбиває відповідну ланку процесу засвоєння: сприйняття → осмислення → застосування.

## Закономірності педагогічного процесу в методиці розвитку критичного мислення
Методика розвитку критичного мислення спирається на загальні закономірності педагогічного процесу, а саме:

1. Закономірність динаміки, згідно з якою кількість усіх наступних змін залежить від кількості змін на попередньому етапі (той учень матиме найбільш високі кінцеві результати, який мав більш високі проміжні результати). Відповідно кожна задача, що пропонується учням до розв'язання, вимагає застосування певних загальнометодологічних принципів, стратегій та процедур критичного мислення, а також принципів та методів пізнання та логічних операцій мислення. Регулярне тренування у розв'язуванні проблемних задач забезпечуватиме розвиток критичного мислення.
2. Закономірність розвитку особистості в педагогічному процесі, відповідно до якої темпи та досягнутий рівень розвитку залежать від: 

1) спадковості; 

2) виховного та навчального середовища; 

3) участі у навчально-виховній діяльності; 

4) застосованих засобів та способів педагогічного впливу. 

Найсприятливіші умови для розвитку критичного мислення створюються у вільному навчальному середовищі під час розв'язування проблемних задач за допомогою проблемних методів та інтерактивних форм навчання. Оформлення результатів у вигляді написання есе з подальшою рефлексією спонукатиме самоорганізацію мислення учнів. Таким чином, забезпечується активна участь у навчально-виховній діяльності та добір найоптимальніших засобів та способів впливу.
3. Закономірність управління навчально-виховним процесом, згідно з якою ефективність педагогічного впливу залежить від: 

1) інтенсивності зворотних зв'язків між учнями та педагогами; 

2) кількості, характеру й обґрунтованості корегувальних впливів на вихованців. 

У спроектованій методиці зворотні зв'язки є логічним завершенням вивчення кожної окремої теми на стадії рефлексії, що передбачає обов'язковий аналіз та самоаналіз виконання проблемних задач, а також винесення уроків із цих розв'язків та порад на перспективу. Тим самим зворотні зв'язки мають системний характер, а корегувальні випливи – обґрунтованість та інтенсивність.
4. Закономірність стимулювання – продуктивність педагогічного процесу залежить від: 

1) дії внутрішніх спонукань (мотивів) навчально-виховної діяльності; 

2) інтенсивності, характеру та своєчасності зовнішніх (суспільних, педагогічних, моральних, матеріальних тощо) стимулів. 

Методика розвитку критичного мислення забезпечує внутрішню мотивацію шляхом створення проблемних ситуацій на стадії виклику, а також зовнішніх стимулів (мотивування оцінок) на стадії рефлексії.
5. Закономірність єдності чуттєвого, логічного та практики у педагогічному процесі. Ефективність навчально-виховного процесу залежить від: 

1) інтенсивності та якості чуттєвого сприйняття; 

2) логічного осмислення сприйнятого; 

3) практичного застосування осмисленого. 

Під час навчання найчастіше (приміром, під час навчання історії) ігнорується саме ця закономірність педагогічного процесу, оскільки за сприятливих обставин забезпечується ланцюжок: чуттєве сприйняття → логічне осмислення, без практичне застосування. Остання ланка (практичне застосування) переважно випадає. Саме тому згідно методики розвитку критичного мислення (С.О. Терно) передбачено розв'язування проблемних задач, які виступають як логічне завершення пізнавального процесу, тобто являють собою застосування предметних знань, умінь та способів розумової діяльності на практиці.
6. Закономірність єдності зовнішньої (педагогічної) та внутрішньої (пізнавальної) діяльності. Ефективність педагогічного процесу залежить від: 

1) якості педагогічної діяльності; 

2) якості власної навчально-пізнавальної діяльності вихованців. 

Відповідно до цієї закономірності методика розвитку критичного мислення передбачає педагогічну діяльність, що створює належні умови для саморозвитку учнів, а також їм надаються всі необхідні засоби (правила коректного міркування, проблемні задачі тощо) для забезпечення високої якості власної пізнавальної діяльності.
7. Закономірність обумовленості педагогічного процесу. Перебіг та результати навчально-виховного процесу залежать від: 

1) потреб суспільства та особистості; 

2) можливостей (матеріально-технічні, економічні тощо) суспільства; 

3) умов перебігу процесу (морально-психологічні, санітарно-гігієнічні, естетичні тощо). 

Відповідно до цієї закономірності створені найсприятливіші умови для розвитку критичного мислення, а саме: забезпечується створення проблемних ситуацій, використовуються засоби навчання (дидактичні посібники та матеріали), застосовуються проблемні методи навчання, інтерактивні заняття, рефлексія власної пізнавальної діяльності, демократичний стиль спілкування.